# 戸倉貞則
戸倉 貞則（とくら さだのり、1650年頃 - 1720年頃）は、江戸時代前期の豊後国（現大分県）の郷土史家。府内（現大分市）の西郊「沖ノ浜」に在住。豊後国の地誌、歴史書『豊府聞書』（ほうふききがき）全七巻を著した。

## 略歴
『豊府聞書』には、沖ノ浜の戸長であった戸倉助右衛門という人物について記されており、貞則はその子孫ではないかと推測する郷土史家もいる。
元禄11年（1698年）に『豊府聞書』全七巻を著した。
『聞書』には、巻頭に万寿寺揚宗の序文、巻末に岡藩の儒者関載甫（一楽、正軒）の跋文、途中に俳諧師大淀三千風の賛辞が記されている。揚宗の序文により、貞則の本業は商賈（商人）であったことが分かる。さらに、これら三人との交流があったことから相当な文化人、教養人であったと考える郷土史家もいる。生没年不詳だが、載甫の跋文は正徳4年（1714年）であるから、この頃までは生存していたと推測できる。また、『聞書』では大友氏の行く末（大友内蔵助義孝資給）を最後に〆ていることから、貞則は大友家と所縁のあった人物ではないかと推測する郷土史家もいる。
しかし、初めて豊後の地誌を著し、大きな業績を残したにもかかわらず、後続する『豊後国志』、『雉城雑誌』（阿部淡斎、天保年間編集）にも『聞書』からの引用文はあるが、貞則本人について語られていない。戦国期のように混乱した時代ではないのに、貞則の経歴、素性が現在まで伝わっていない、という謎めいた人物である。
『聞書』の執筆は、『豊後国志』編纂のような藩命によるものでなく、あくまで貞則自身の自主的、自弁行為によるもので、藩の援助等は得られなかった。このため古記録収集と現地踏査（古老からの聞き取り）に5年、執筆に5年、即ち着手から完稿までに計10年ほどを要した労作と推測する郷土史家もいる。
なお、『雉城雑誌』瓜生島址の項で、淡斎は「…此島ノ所在、傳説紛々トシテ、一定ナラズ。前条ニ記シタル聞書ノ説ハ、沖ノ濱町ノ住民、河田氏ガ元禄年間ノ手記ニシテ、其實父何某ト話説シタルモノヲ、誌シタルニアラズ。件ノ島ニ住居シテ、此ノ水災ニ免レタル人ナレバ、前説ナル府城ヨリ町数、且島中ノ広狭共ニ、是ヲ拠トシテ…」と述べている。この記述を、河田某による手記が別にあって『聞書』の記述がその説に基づくことを説明したものだと解する者がいる一方、『聞書』の著者を戸倉貞則でなく河田某としていると解する郷土史家もいる。

## 豊府聞書
『豊府聞書』（ほうふききがき）は、古老の口実、古記録等をもとに、大友氏入封（建久年間）から明暦年間まで約五百年における神社仏閣の興廃、祭祀の興亡等を記した豊後の地誌、歴史書である。全七巻。

### 写本
『沈んだ島：別府湾・瓜生島の謎』（「瓜生島」調査会、1977年）では、『豊府聞書』は原本、写本とも現存しないとされている。しかし、既に1955年には個人が所蔵する写本（増澤本）の存在が報告されており、他に岡藩の藩校であった由学館が所蔵していた写本（由学館本。現国立国会図書館蔵）の所在も報告されている。
奥書（巻末）に「于時元録十一戊寅祀八月十八冥。豊府沖濱之住、戸倉貞則謹門書」の記載がある。記述は、歴代領主毎に事象を記録する編年体の形式をとっている。

### 豊府紀聞
『豊府紀聞』（ほうふきぶん）全七巻は、『豊府聞書』の異本の一つと見られるもので、従前から存在が知られていた。
『紀聞』では杵築城が「杵築城」と記載されていることから、「木付」が「杵築」と書かれるようになった正徳2年（1712年）以降に『聞書』を模写したものと考えられている。『聞書』と『紀聞』では、若干語句の云い回しに差異があるものの、大意は変わらない。『紀聞』には序文、賛辞、跋文がない。
郷土史家には、前述のように『聞書』の写本が存在しており、『紀聞』という書名は後生の『豊後国志』等において勝手に変えられたものであるから、『豊府聞書』と称する方が、著者戸倉貞則の意に適うと考える者が複数いる。